# Naomi Whitehead
Naomi Whitehead (ur. 26 września 1910 w stanie Georgia) – amerykańska superstulatka, która w dniu 22 października 2024 po śmierci Elizabeth Francis stała się najstarszą żyjącą osobą w Stanach Zjednoczonych.

## Życiorys
Urodziła się 26 września 1910 roku w stanie Georgia. W roku 1930 wyszła za mąż za Sylwestra Whitehead w wieku 20 lat. Para miała troje synów: Parrish L. (1933-2011), Elberta i Sylwestra Jr. W 2011 roku, mieszkając w Sharon, w stanie Pensylwania, przeżyła stratę swojego ostatniego żyjącego syna. W młodości, aby przeżyć, Naomi zbierała bawełnę oraz tytoń. Przez większość lat 20., podczas pracy na farmie, Naomi często zwykła mawiać, iż wyjście do kina było nie do pomyślenia luksusem, gdyż nie miała na to pieniędzy oraz czasu.
Przez całe swoje niezwykłe życie Whitehead pielęgnowała różne hobby, w tym gotowanie, pieczenie, rysowanie, słuchanie muzyki i dzielenie się fascynującymi opowieściami. Jej wnuczka cioteczna, Gwendolyn Smith, potwierdziła, że Whitehead była źródłem nieznanych wcześniej historii rodzinnych.
W dniu swoich 114. urodzin Naomi Whitehead mieszkała w St. Paul's Senior Living Community w Greenville, w stanie Pensylwania, USA, będąc przykładem życia w pełni przeżytego.

## Długowieczność
- Naomi Whitehead stała się najstarszą żyjącą osobą w Pensylwanii po śmierci Lenary Carey 22 sierpnia 2022 roku.
- Po śmierci Elizabeth Francis, Naomi Whitehead, w dniu 22 października 2024 stała się najstarszą żyjącą osobą w USA, oraz 7. na świecie[7][2].